# Березовка (Бабушкінський район)
Бере́зовка (рос. Берёзовка) — селище у складі Бабушкінського району Вологодської області, Росія. Входить до складу Тимановського сільського поселення.

## Населення
Населення — 241 особа (2010; 325 у 2002).
Національний склад (станом на 2002 рік):
- росіяни — 98 %